# Domenico Di Carlo
Domenico "Mimmo" Di Calro, född 23 mars 1964 i Cassino, är en italiensk fotbollstränare och före detta fotbollsspelare. Han är sedan 2019 tränare i Vicenza.

## Spelarkarriär
Mimmo Di Carlo inledde karriären i hemstadens lag Cassino. Han representerade en rad olika klubbar, med framförallt Vicenza, där han spelade nio säsonger och vann Coppa Italia med.

## Tränarkarriär
Di Carlo gjorde sig ett namn som tränare när han ledde Mantova tillbaka till Serie B efter flera decennier i lägre serier. 
Sommaren 2007 tog han över tränarposten i Parma. Sejouren blev dock inte särskilt lyckad och Di Carlo sparkades i mars 2008.
Hösten 2008 ersatte Di Carlo Giuseppe Iachini som tränare i AC ChievoVerona. Som tränare för Chievo ledde han klubben till två mittenplaceringar i Serie A.
Di Carlo lämnade Chievo 2010 för att istället ta över Sampdoria. Di Carlo klarade dock inte av att bygga vidare på Sampdorias succé från säsongen innan och sparkades i mars 2011.
Sommaren 2011 återvände Di Carlo till Chievo. Han ledde återigen klubben till en stabil mittenplacering. Han inledde även den kommande säsongen i klubben, men sparkades redan i oktober.
21 januari 2014 utsågs Di Carlo till ny huvudtränare för Livorno. Di Carlo sparkades från Livorno 19 april 2014, efter 3-0-förlusten borta mot Milan. Di Carlo hade då bara tagit en poäng på de senaste tre matcherna.